# Dinara Droukarova
Dinara Anatolievna Droukarova (en russe : Динара Анатольевна Друкарова, en transcription anglaise Dinara Drukarova), née le 3 janvier 1976 à Leningrad (actuelle Saint-Pétersbourg, alors en URSS), est une actrice russe. Depuis le milieu des années 2000, elle tourne principalement dans des films français.

## Biographie
Dinara Droukarova fait ses débuts au cinéma à l’âge de douze ans, dans It Was Near Sea en 1988. C’est avec Bouge pas, meurs, ressuscite de Vitali Kanevski qu’elle obtient un premier rôle particulièrement remarqué, le film remportant la Caméra d’or en 1990 au festival de Cannes. Elle rejoint à nouveau le cinéaste russe et participe aux tournages d’Une vie indépendante puis du documentaire Nous, les enfants du XXe siècle.
En 1998, elle tourne dans Des monstres et des hommes du jeune réalisateur russe Alekseï Balabanov. La même année, la comédienne décide de faire carrière en France. Elle commence par apprendre le français pour jouer dans Le fils de Gascogne, aux côtés d'actrices d'ascendance russes : Macha Méril et Marina Vlady.
Elle fait une apparition dans Petites coupures de Pascal Bonitzer (2003). La même année, Depuis qu'Otar est parti… de Julie Bertuccelli la fait remarquer dans une histoire sur le portrait de trois générations de femmes en Géorgie qui lui vaut le prix Michel-Simon. En 2004, elle est nommée au César du meilleur espoir féminin.
En 2010, Dinara Droukarova rejoint le jury de la Cinéfondation et des courts métrages du 63e festival international du film de Cannes, présidé par Atom Egoyan. En novembre 2018, elle est membre du jury du Festival du cinéma russe à Honfleur.
Elle apparaît dans la série Le Bureau des légendes à partir de la saison 4 et y joue une agent du FSB.
En 2022 sort son premier long-métrage Grand Marin, une adaptation du roman semi-autobiographique Le Grand Marin de Catherine Poulain, dont le tournage a débuté en juin 2021.

### Vie privée
Mariée à un producteur de cinéma français, elle partage son temps entre Saint-Pétersbourg et la France.

## Filmographie

### Actrice

#### Cinéma

##### Longs métrages
- 1989 : Bouge pas, meurs, ressuscite (Zamri, umri, voskresni!) de Vitali Kanevski : Galia
- 1989 : Eto bylo u morya d'Ayan Shakhmaliyeva :
- 1992 : Une vie indépendante (Samostoïatelnaïa jizn) de Vitali Kanevski : Valya
- 1993 : Des anges au paradis (Angely v rayu) d'Ievgueni Lounguine : Galina
- 1995 : Le Fils de Gascogne de Pascal Aubier : Dinara
- 1998 : Des monstres et des hommes (Pro urodov i lyudey) d'Alekseï Balabanov : Liza
- 2001 : L'Engrenage de Frank Nicotra : Dinara
- 2001 : Le Cœur de l'ourse (Karu süda) d'Arvo Iho : Gitya
- 2003 : Le Dernier des immobiles de Nicola Sornaga : Diana
- 2003 : Petites Coupures de Pascal Bonitzer : Marie
- 2003 : Depuis qu'Otar est parti… de Julie Bertuccelli : Ada
- 2004 : Vendues de Jean-Claude Jean : Mirka
- 2004 : Automne de Ra'up McGee : Véronique
- 2005 : Opbrud de Jacob Grønlykke : Milana
- 2006 : Paris, je t'aime, séquence de transition de Frédéric Auburtin : la jolie fille du bar no 2
- 2006 : Transe de Teresa Villaverde :
- 2006 : Pour aller au ciel, il faut mourir (Bihisht faqat baroi murdagon) de Jamshed Usmonov : Vera
- 2006 : Le Concile de pierre de Guillaume Nicloux : Irena
- 2006 : Je pense à vous de Pascal Bonitzer : Macha
- 2008 : Coupable de Laetitia Masson : une jeune femme
- 2009 : Qu'un seul tienne et les autres suivront de Léa Fehner : Eva, la petite amie de Stéphane
- 2011 : Beduin d'Igor Volochine : Stella
- 2010 : Gainsbourg (vie héroïque) de Joann Sfar : Olga Ginsburg
- 2012 : Amour de Michael Haneke : une infirmière
- 2012 : 360 de Fernando Meirelles : Valentina
- 2012 : Le monde nous appartient de Stephan Streker : Magali
- 2013 : Arrêtez-moi de Jean-Paul Lilienfeld : Pontoise à 30 ans
- 2013 : Marussia d'Eva Pervolovici : Lucia
- 2014 : 1001 Grammes (1001 grams) de Bent Hamer : l'officière de douane
- 2015 : À 14 ans d'Hélène Zimmer : la mère de Sarah
- 2015 : Trois Souvenirs de ma jeunesse d'Arnaud Desplechin : Irina
- 2015 : Cafard de Jan Bultheel : Jelena (voix)
- 2016 : La Supplication de Pol Cruchten : Valentina Timofeïevna
- 2016 : Parenthèse de Bernard Tanguy : Olga
- 2017 : Kiss and Cry de Chloé Mahieu et Lila Pinell : la mère de Sarah
- 2021 : Compartiment no 6 de Juho Kuosmanen : Irina
- 2022 : Grand Marin d'elle-même : Lili

##### Courts métrages
- 1995 : La Toile de Siegfried :
- 2001 : Le Fruit défendu de Joël Warnant :
- 2001 : Pensée assise de Mathieu Robin : Sofia
- 2002 : Comment tu t'appelles ? d'Iliana Lolitch : Ana
- 2003 : Sergueï & Tatiana de Jean-Yves Guilleux : Tatiana Komiakoff
- 2005 : Fais de beaux rêves de Marilyne Canto : l'amie
- 2006 : Un rat de Bosiljka Simonovic : la mère d'Inès
- 2006 : Charell de Mikhaël Hers : Sonja
- 2007 : Sauf le silence de Léa Fehner : Louise
- 2017 : Vihta de François Bierry : Séverine
- 2018 : Ma branche toute fine d'elle-même : la jeune femme

##### Télévision
- 1992 : Dym (mini-série)  d'Ayan Shakhmaliyeva
- 1996 : La Musique de l'amour : Un amour inachevé (téléfilm) de Fabrice Cazeneuve : Charlotte
- 2000 : La Dette (téléfilm) de Fabrice Cazeneuve : Helen
- 2008 : Seule (téléfilm) de Fabrice Cazeneuve : Nathalie Blanchard
- 2018 : Good Luck Mister Gorsky (mini-série)  de Yannick Saillet : Irène
- 2018 : Capitaine Marleau (série télévisée), épisode Double jeu de Josée Dayan : Lou Antelme
- 2018-2020 : Le Bureau des légendes (série télévisée), créée par Éric Rochant, saisons 4 et 5 : Chupak
- 2025 : Le Remplaçant (série télévisée), saison 3 : Olga, femme de ménage du lycée, mère de Marie.

### Réalisatrice-scénariste
- 2018 : Ma branche toute fine (court métrage)
- 2022 : Grand Marin

## Doublage
- 2015-2020 : Occupied : Irina Sidorova (Ingeborga Dapkūnaitė) (24 épisodes)
- 2024 : Anora : Galina Zakharov (Darya Ekamasova (en))

## Distinctions

### Récompenses
- Festival du cinéma russe à Honfleur 1999 : meilleur rôle féminin pour Des anges au paradis
- Prix Michel-Simon 2003 pour Depuis qu'Otar est parti…
- Rencontres du cinéma francophone de Villefranche-sur-Saône 2022 : Prix du jury des spectateurs pour Grand Marin

### Nominations
- Prix du cinéma européen 1998 : meilleure actrice pour Des monstres et des hommes
- César 2004 : meilleur espoir féminin pour Depuis qu'Otar est parti…